# Descendeur en huit
 (juin 2023).
- Si vous ne connaissez pas le sujet, laissez ce bandeau (vous pouvez alors contacter les auteurs).
- Si vous supprimez le contenu mis en cause (vous pouvez préalablement contacter les auteurs),

argumentez précisément cette suppression dans la page de discussion
(un manque de référence n'est pas un argument ; une recherche réelle de référence doit avoir été effectuée, être formellement documentée).

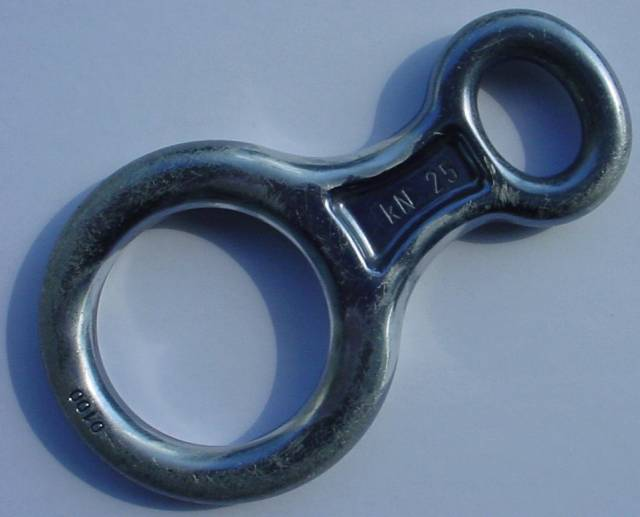
Descendeur en huit

Le descendeur en huit est une pièce métallique présentant deux trous de tailles différentes. Il tire son nom de sa forme. Il est très utilisé en escalade, alpinisme et canyonisme.

## Description
Le principe est d'utiliser le frottement de la corde par son passage dans le huit pour ralentir la progression sur la corde ou freiner une chute. Le résultat provoque un dégagement thermique. Le diamètre du trou du huit est conçu pour des cordes à simple ou à double de 8 à 13 mm.

Utilisation classique d'un descendeur en huit pour gaucher et pour droitier

Il existe plusieurs utilisations permettant d'accélérer la mise en place de la corde ou son adhérence mais qui présentent néanmoins un risque de sécurité accru.

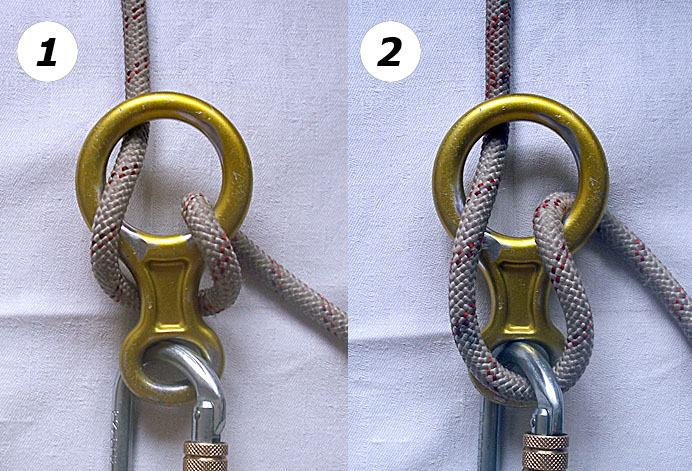
Exemple d'utilisation avec montage rapide et une adhérence plus faible (photo 2)

L'avantage de ce matériel est sa simplicité de conception et d'utilisation. Les défauts principalement observés sont l'absence d'auto-blocage (la corde n'est freinée que si on maintient une tension sur le brin inférieur), et le vrillage des cordes à la longue. Pour cette dernière raison, le descendeur en huit n'est pas le plus recommandé en escalade et alpinisme (on lui préférera les assureurs de type « tube »), notamment dans les salle ou en compétition, en revanche il est encore intéressant en canyoning avec montage rapide.